# Navadni šipek
Navádni šípek (znanstveno ime Rosa canina) je grmovnica iz družine rožnic (Rosaceae), ki zraste do višine 3 m.
Od celotne rastline se uporabljajo le plodovi, ki vsebujejo veliko vitamina C ter jabolčne, citronske, jantarjeve in fosforne kisline. Zori od septembra, medtem ko plodove nabiramo oktobra in novembra.
Ostala ljudska imena za to rastlino so: babji zob, bavec, divja roža, goščavka, pasja gartroža, pasja roža,...